# Discoba
Discoba – takson eukariotów należący do supergrupy excavata.

## Systematyka
Według Adla należą tutaj:
- Jakobida Cavalier-Smith, 1993 przywrócony przez Adl i inni, 2005
  - Jakoba Patterson, 1990
  - Histionidae Flavin i Nerad, 1993
  - Andalucia Lara i inni, 2006
- Discicristata Cavalier-Smith, 1998
  - Heterolobosea Page i Blanton, 1985
  - Euglenozoa Cavalier-Smith, 1981 przywrócony przez Simpson, 1997
- Tsukubamonas Yabuki i inni, 2011